# Franz Tausch
Franz Wilhelm Tausch (Heidelberg, 26 décembre 1762 – Berlin, 9 février 1817) est un clarinettiste virtuose et un compositeur allemand, membre de l'École de Mannheim.

## Biographie
Franz Tausch est un des premiers grands virtuoses de la clarinette. À six ans, il reçoit des leçons de son père Jacob Tausch et deux ans plus tard, il est déjà membre de l'orchestre de la cour électorale à Mannheim, où il joue clarinette et violon. En 1778, lorsque la Cour déménage à Munich, Franz Tausch quitte sa ville natale. À Munich, il commence à développer sa carrière de clarinettiste et il est considéré comme un virtuose itinérant. Avec son collègue d'orchestre, Peter von Winter, il se rend en 1780–81 grâce à une bourse à Vienne pour étudier avec Antonio Salieri. Le 1er avril 1789, il prend congé de son poste de Munich et en accepte un en tant que musicien de chambre à la cour royale de Berlin auprès de Frédéric-Guillaume II, ainsi qu'avec son successeur, Frédéric-Guillaume III. En 1805, avec d'autres virtuoses des instruments à vent, il fonde le Conservatorium der Blasinstrumente. Parmi ses nombreux élèves virtuoses et célèbres, on trouve Bernhard Henrik Crusell et Heinrich Joseph Baermann.  À Berlin, il a été membre de la Loge maçonnique Urania zur Unsterblichkeit [immortalité].
Tausch laisse de nombreux concertos pour son instrument, quelques symphonies concertantes, ainsi que de nombreuses pièces de musique de chambre.

## Enregistrement
- Mannheimer Schule Vol.4, Kurpfälzisches Kammerorchester, dir. Jiří Malát (label Arte Nova, référence 74321 37298 2, 1996)[2]